# Bulgarrenault
 (septembre 2010).
Si vous disposez d'ouvrages ou d'articles de référence ou si vous connaissez des sites web de qualité traitant du thème abordé ici, merci de compléter l'article en donnant les références utiles à sa vérifiabilité et en les liant à la section « Notes et références ».
Bulgarrenault (en langue bulgare Булгаррено) était une marque de voitures bulgare basée dans la ville de Plovdiv.
Il est le résultat d'une collaboration entre la Metalhim (une société bulgare dans le secteur de la défense) et Bulet (une société commerciale bulgare dans le secteur des exportations). 
La production a duré cinq ans (1966-1970), pendant lesquels l'usine a produit deux modèles Renault : la Renault 8 et la Renault 10.

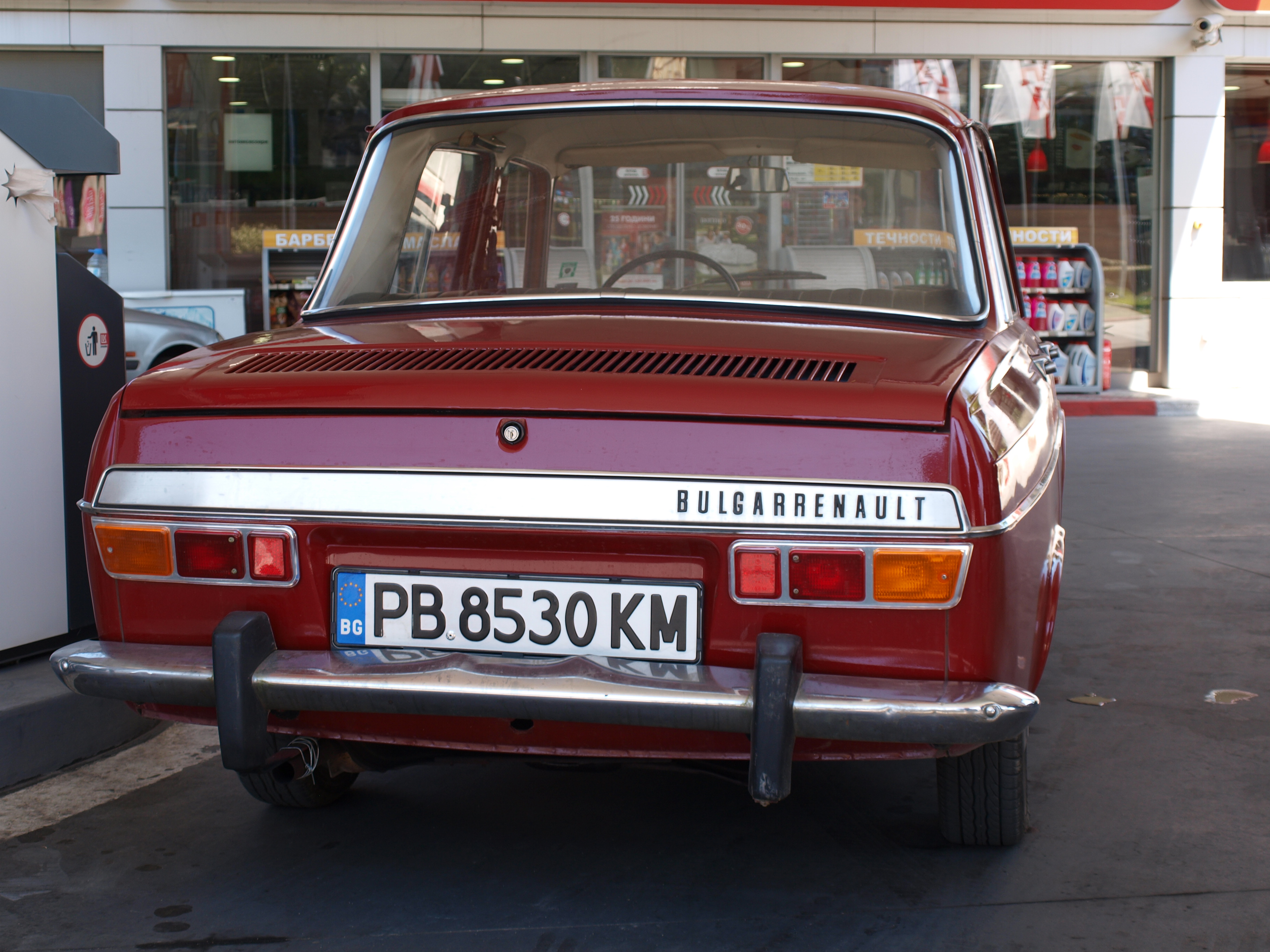

## Les débuts
Au milieu des années 1960, à la suite de l'initiative de l'ETO Bulet (société d’État pour l'exportation), une joint-venture a été formé entre la Bulet elle-même et CPS Metalhim (coopérative de production), avec l'objectif de construire des voitures. ETO Bulet était impliquée dans le commerce de toutes sortes de produits, tandis que la CPS Metalhim était une coopérative de production qui réunissait tous les établissements situés en Bulgarie dans le domaine de la défense nationale. 
L'idée de base était d'acheter des kits CKD de véhicules venant de l'étranger, grâce aux réserves en devises de Bulet, puis de les assembler dans les usines appartenant à Metalhim. 
Plusieurs offres avaient été faites par des constructeurs automobiles étrangers (tels que Renault, Fiat, Simca et Alfa Romeo), mais celle de Renault fut considérée comme la plus attractive (la première offre du constructeur automobile français datait du 27 mai 1963, pour l'assemblage de voitures Renault 4 et Renault 4L). 
Le 30 juillet 1966, le Conseil des ministres bulgare donnait son approbation officielle à la CPS Metalhim d'entamer des négociations avec Renault à travers la médiation de ETO Bulet (Initialement, l'assemblage des voitures était destiné à une usine dans la ville de Tcherven Bryag).
Le journal d’État Rabotnicheska Delo annonçait dans son numéro No 261 du 18 septembre 1966 qu'ETO Bulet et Renault avaient signé un contrat et seulement deux jours plus tard, dix Renault 8 furent montrées à la foire de Plovdiv, en disant qu'elles avaient été assemblées dans une usine militaire de la ville de Kazanlak.
Les voitures étaient marquées Bulgarrenault sur le coin supérieur gauche de leur pare-brise et il y avait un autocollant portant un drapeau avec une inscription Bulet. 
Le Rabotnicheska Delo du 21 septembre 1966, citait un dirigeant de Renault, qui commentait le contrat tout juste signé avec l'ETO Bulet, en disant que plus de 10 000 Renault 8 allaient être assemblées en Bulgarie avant 1970.

## Démarrage de la production
Le projet de la création des lignes d'assemblage en Bulgarie a été suivi par l'ingénieur français de Renault M. Pierre Auberger et par le PDG d’ETO Bulet M. Emil Razlogov et celui de SPC Metalhim M. Stefan Yamakov Vaptsarov; ce dernier allait devenir le directeur technique.
M. Atanas Mladenov et M. Georgi Taskov avaient été désignés comme responsables de l'exportation des voitures ETO Bulet. 
Une équipe d'ingénieurs bulgares fut envoyé suivre une formation pendant trois mois à l'usine Renault en France. 
Initialement, la France devait apporter toutes les pièces nécessaires et les composants des voitures, mais le plan était de passer progressivement à une séquence d'assemblage, qui aurait conduit à la fabrication de la grande majorité d'entre eux en Bulgarie. 
En 1967, l'assemblage fut déplacé dans la ville de Plovdiv, où la construction de la nouvelle ligne d'assemblage dans la nouvelle usine venait d'être achevée. 
Jusqu'à la livraison officielle de l'usine, l'assemblage avait eu lieu dans un pavillon temporaire auprès de la Foire de Plovdiv. 
Cette nouvelle installation a fonctionné jusqu'en 1970 le long de sa ligne de montage à mouvement totalement automatisé, qui comprenait le soudage et des machines modernes pour le vernissage, ces dernières obtenues à un coût de 15 millions de dollars. 

## Augmentation de la production
La production annuelle de l'usine d'assemblage automobile avait été conçue pour atteindre les 3 000 voitures, mais ce résultat n’a été jamais atteint.
Jusqu'en 1970, l'usine de Plovdiv a produit un total de seulement environ 4 000 exemplaires de voitures Bulgarrenault 8 et 10, pour un coût total des composants fournis par Renault de l’équivalent de 6 millions de dollars américains, en moyenne 1 500 dollars par voiture produite.  
Les voitures produites ont été vendues en Bulgarie à partir de février 1967, comme il avait été officiellement annoncé dans le n° 2 de la revue bulgare d’automobiles, Avto Moto. Le magazine avait annoncé un prix de 5 500 levas bulgares par exemplaire, mais les prix réels avaient été fixés à 6100 levas pour la Bulgarrenault 8 et à 6800 levas pour la Bulgarrenault 10.  
Quelques voitures assemblées ont également été vendues à l'étranger pendant les années de 1967 à 1969, 500 voitures Bulgarrenault 10 ont été exportés vers la Yougoslavie et en 1970, environ 300 voitures Bulgarrenault 8 et 10 ont été exportées vers l'Autriche.
Certains pays du Moyen-Orient ont acheté des voitures Bulgarrenault. 

## La fin du projet
En raison du relatif manque de succès de l’expérience et de l'évolution des conditions politiques, toute la production des voitures Bulgarrenault fut arrêtée au début de 1970.

## Véhicules exportés
- 1968: 522
- 1969: 789
- 1970: 462

Total des exportations: 1773 

## Cinéma
http://www.imcdb.org/vehicles.php?make=BULGARRENAULT&model=